# José Quintanilla
José Antonio Quintanilla Escobar (1947. október 29. – 1977.) salvadori válogatott labdarúgó.

## Pályafutása

### Klubcsapatban
Pályafutása során számos salvadori csapatban megfordult, melyek a következők voltak: Alianza FC, Atlético Marte, Once Municipal.

### A válogatottban
1968 és 1970 között szerepelt a salvadori válogatottban. Részt vett az 1968. évi nyári olimpiai játékokon és az 1970-es világbajnokságon, ahol két csoportmérkőzésen lépett pályára.

### Halála
Autóbalesetben hunyt el 1977-ben.

## Sikerei, díjai
Alianza FC
- Salvadori bajnok (2): 1965–66, 1966–67